# Habu (zoologie)
Pour les articles homonymes, voir Habu.
Taxons concernés
- dans la famille Viperidae :
  - dans le genre Ovophis
  - dans le genre Protobothropsmodifier

Le mot habu (ハブ) est originellement un mot japonais signifiant « moyeu ». Au Japon, il désigne aussi quatre espèces de serpents venimeux des îles Ryūkyū et plus particulièrement, employé seul, l'une d'entre elles (Protobothrops flavoviridis, également appelée Habu d'Okinawa ou Habu de Kume-jima). Dans le sud de la Chine, à Taïwan et dans l'Asie du Sud-Est, le mot habu désigne d'autres espèces, apparentées aux précédentes. Ce sont tous des crotalinés qui appartiennent aux genres Ovophis et Protobothrops, dont on trouve d'autres représentants dans toute l'Asie du Sud-Est.

## Habus des îles Ryūkyū (Japon)
Les quatre espèces de habus endémiques des îles Ryūkyū sont :
- le Habu d'Okinawa, Habu de Kume-jima ou simplement Habu (Protobothrops flavoviridis), qu'on rencontre notamment dans l'archipel Okinawa (préfecture d'Okinawa) et les îles Amami (préfecture de Kagoshima) ;
- le Habu de Sakishima (Protobothrops elegans), endémique de l'archipel Sakishima, partie méridionale de l'archipel Ryūkyū (préfecture d'Okinawa) ;
- le Habu de Tokara (Protobothrops tokarensis), endémique des îles Tokara (préfecture de Kagoshima), qu'on rencontre notamment sur Takara-jima et Kotakara-jima ;
- le Habu Hime ou Vipère d'Okinawa (Ovophis okinavensis), qu'on rencontre notamment sur l'île d'Okinawa (préfecture d'Okinawa) et dans les îles Amami (préfecture de Kagoshima).

En japonais, habu est aussi employé par analogie pour désigner les espèces de la famille des Crotalinés.
Les serpents qui vivent sur d'autres îles que celles de la préfecture d'Okinawa présentent des caractéristiques légèrement différentes. On pense que les habus se sont introduits sur Okinawa via un pont continental préhistorique (dont les archipels constituent une relique) reliant ces îles à la Chine.
Comme la plupart des vipères, les habus ne sont pas agressifs, mais ils peuvent mordre un humain s'ils se sentent menacés. Ils peuvent se détendre sur la moitié de leur taille. La morsure est très douloureuse, le venin contenant des toxines protéolytiques qui s'attaquent aux tissus et détruisent les globules rouges. Le venin agit constamment et peut provoquer la perte du membre des dizaines d'années après la morsure malgré les traitements ; autrefois la mort consécutive à une morsure était courante. À présent, sur les îles Ryūkyū, grâce à l'assistance médicale, ce n'est plus le cas. Comme dans d'autres régions où vivent les espèces du même genre, on a introduit des mangoustes de Java (Herpestes javanicus) sur Okinawa en 1910 afin de réduire la population des serpents. Des études récentes prouvent néanmoins que cela n'a pas eu d'effet positif, les mangoustes étant des animaux diurnes alors que les habus sont nocturnes. De fait c'est tout le contraire, les mangoustes déciment des espèces d'oiseaux et de reptiles et menacent gravement le très rare lapin d'Amami (Pentalagus furnessi).
Les habus n'hibernent pas en tant que tel, mais leur activité s'accroît d'avril à la fin de l'automne. Pour ne pas attirer les rongeurs, proies principales des habus, les autorités conseillent aux habitants d'Okinawa de tondre leur pelouse et de ne pas entreposer de bois à proximité des habitations.
Une véritable industrie du habu est en place sur les îles, pour le sérum, le saké, ou pour l'organisation de combats contre des mangoustes.

## Autres espèces de habus
Hors du Japon les espèces appelées Habu, apparentées aux espèces japonaises, sont :
- le Habu d'Arisa ou Vipère de montagne (Ovophis monticola), qu'on rencontre au Népal, au Bhoutan, au Bangladesh, en Inde, en Birmanie, en Chine, au Viêt Nam, au Cambodge, au Laos, en Thaïlande et en Malaisie péninsulaire ;
- le Habu de Taïwan, Vipère à taches brunes ou Vipère à écailles pointues (Protobothrops mucrosquamatus), qu'on rencontre dans le sud de la Chine, à Taïwan, dans le nord et le centre du Viêt Nam, en Birmanie, au Bangladesh et en Inde ;
- le Habu de Kikuchi ou Vipère de Taïwan (Trimeresurus gracilis), endémique de Taïwan (au-dessus de 2 000 m).

## Culture
- Pendant l'occupation américaine du Japon, les A-12 (et ensuite les SR-71) qui décollaient de la base militaire de Kadena étaient surnommés habus par les locaux qui trouvaient que ces avions ressemblaient au serpent et avaient le même air dangereux.
- Le personnage principal d'une histoire pour enfant japonaise, Miki la mangouste, était un habu.
- On trouve des bouteilles de habu-sake dans la plupart des magasins d'alcool d'Okinawa. Les bouteilles contenant ce saké contiennent également un cadavre de habu, délivrant du venin dans l'alcool. Ce saké est censé avoir des effets aphrodisiaques sur les hommes.
- Habukurage (kurage signifie « méduse » en japonais) est le nom d'une espèce extrêmement venimeuse de méduse d'Okinawa, Chironex yamaguchii.